# Pier Paolo Molinelli
Pier Paolo Molinelli (Bombiana, 2 marzo 1702 – Bologna, 1764) è stato un chirurgo italiano.
Nacque da Silvestro e da Maria Maddalena Giacomazzi; rimase orfano ed ebbe come tutore un parente lontano, Pier Giovanni Molinelli, autore di manoscritti medici. Studiò presso i gesuiti, poi seguì corsi di filosofia di Lelio Trionfetti, di matematica di Geminiano Rondelli e di retorica di Francesco Bottazzoni; nell’università degli artisti, si laureò in Filosofia e Medicina il 18 dicembre 1727. Durante gli studi aveva comunicato all’Accademia delle scienze di Bologna alcune osservazioni sulle meningi e su cause e terapia delle emiplegie, dimostrando che sono sempre dal lato opposto all'emisfero danneggiato.
Nel 1729, al confine bolognese con i territori di Ferrara e di Ravenna, tra i fiumi Reno e Sillaro, si verificò un'epidemia malarica ed il Senato bolognese incaricò Mollinelli e Giuseppe Azzoguidi di prestare soccorso alla popolazione: Molinelli indicava che la “corteccia peruviana”, fonte di chinino, fosse il rimedio adatto; lo utilizzò anche nella terapia della gangrena.
Nel 1730 si recò a Parigi, alla scuola di Sauveur François Morand, e visitò anche la facoltà di medicina di Montpellier per apprendere le tecniche chirurgiche; dopo il viaggio in Francia il Senato, il 25 novembre 1732, gli affidò la lettura De chirurgicis operationibus, con un onorario doppio di quello degli altri docenti, 400 lire bolognesi.
Fu autore di numerose memorie chirurgiche e anatomiche, tra cui Ad publicam chirurgicarum operationum cadaveribus ostensionem, e testi sulla cura delle fistole lacrimali, sull'aneurisma dell'arteria omerale dopo salasso e la circolazione collaterale, sulla guarigione della rottura del tendine d'Achille senza sutura, sulla lussazione dell'osso ioide, sulla funzionalità dei nervi lesi o recisi, ed inventò uno strumento per sostenere l’arto inferiore in caso di frattura della rotula.
Fu il primo professore di Chirurgia Operativa dell'università di Bologna: in una relazione del 14 giugno 1741 aveva chiesto di istituire una cattedra per mantenere la qualità della scuola chirurgica bolognese ai massimi livelli e lo stesso papa Benedetto XIV con motu proprio del 23 agosto 1742 istituì l'insegnamento di Ostensione delle Operazioni Chirurgiche. Il pontefice ordinò che per questo nuovo insegnamento si forgiasse un armamentario di ferri chirurgici dal celebre La Peyronie, sollecitato dai senatori Filippo Aldrovandi e Paolo Magnani: Luigi XV si accertò che fossero realizzati forgiati nel migliore dei modi.
Il 20 aprile 1749 fu nominato, per la sua fama, socio corrispondente della Royal Society di Londra.
Nell’anno accademico 1750-51 passò all'insegnamento di Ad praticam medicinae supraordinariam.
Nel 1763 fu colpito da apoplessia che paralizzò gli arti inferiori, e morì l'anno successivo, l'11 o 12 o 15 di ottobre.